# 상하이 대외무역대학
상하이 대외무역대학(上海对外贸易大学, SUIBE)은 중화인민공화국 상하이의 공립 대학이다.

## 역사
1960년에 개교하여 1994년 중앙정부 관할에서 상하이시 정부로 이관되었다.
2013년까지 사용한 원래 교명은 상하이 대외무역학원(Shanghai Institute of Foreign Trade, 上海对外贸易学院, SIFT)이었는데 2013년에 상하이 대외무역대학(Shanghai University of International Business and Economics, 上海对外贸易大学, SUIBE)으로 교명을 조금 바꾸면서 영문 약칭과 명칭을 완전히 바꾸었다.